# Предайя
Предайя (итал. Predaia) — коммуна в Италии, расположена в автономной области Трентино-Альто-Адидже, подчиняется административному центру Тренто.
Население коммуны, на 01.01.2025 года, составляет 7000 человек, плотность населения ─ 87,57 чел./км². Коммуна занимает площадь 79,94 км².
Почтовый индекс — 38012. Телефонный код — 0463.

## История
Новая коммуна Предайя была образована 1 января 2015 года в результате слияния соседних муниципалитетов Верво, Коредо, Змарано, Тайо и Трес.

## Климат
Согласно климатической классификации итальянских коммун, Альтавалле входит в климатическую зону F, количество градусо-дней составляет 3647.

## Администрация коммуны
Главой коммуны является мэр Джулиана Кова, с 22 сентября 2020 года.

## Города-побратимы
- Херольдсберг, Германия